# Douglas Herring
Douglas Herring (Poughkeepsie, Nueva York, 29 de septiembre de 1987) es un baloncestista estadounidense que habitualmente juega en las posiciones de base y de escolta. Ha sido internacional con la selección de baloncesto de Siria.

## Trayectoria
Herring asistió al Utica College, donde compitió durante cuatro años con los Pioneers en los torneos de baloncesto de la División III de la NCAA.
Al dejar la universidad, comenzó a jugar semiprofesionalmente en los Hudson Valley Kingz, un equipo de la Atlantic Coast Professional Basketball League. En 2013 participó del Greater Hartford Pro-Am -un importante torneo estival- como miembro de los New York All-Stars, teniendo una actuación muy destacada. Gracias a ello fue contratado por los Saint John Mill Rats de la NBL de Canadá.
En agosto de 2014, luego de haber pasado fugazmente por los Rochester RazorSharks de la Premier Basketball League, Herring fichó con los Bristol Flyers de la British Basketball League. Tuvo un buen desempeño en su primera experiencia en Europa, pero terminó la temporada antes de tiempo a causa de una lesión. Al recuperarse volvería a actuar en el baloncesto profesional canadiense, donde posteriormente encontraría continuidad como jugador profesional.
Entre noviembre de 2016 y enero de 2017 jugó para Defensor Sporting de la Liga Uruguaya de Básquetbol.
En enero de 2019 arribó a los CLS Knights Indonesia de la ASEAN Basketball League. Allí formó dupla con el pívot Darryl Watkins, guiando ambos a su equipo a la conquista del título. Posteriormente Herring jugaría en Macau, Egipto y Argentina antes de regresar a Canadá en junio de 2023, siendo fichado por los Vancouver Bandits de la CEBL. Culminada la temporada, actuó en la ABA con los Garden State Warriors. 
Disputó la temporada 2024 del CIBACOPA de México con los Venados de Mazatlán. Al regresar a los Estados Unidos jugó en la Clash Pro League, una liga menor, con el equipo City Slammers. 

## Selección nacional
Por un acuerdo con la Federación Siria de Baloncesto, Herring actuó como jugador nacionalizado con la selección de baloncesto de Siria en 2021, en el marco de la clasificación para el Campeonato FIBA Asia de 2022. 